# Koga (Familie)
Die Familie Koga (jap. 久我家, Koga-ke) ist eine Adelsfamilie, die sich von Minamoto no Masazane ableitete und somit einen Zweig der Murakami Genji bildet. 
Die Koga waren eine der Familien der Kuge (des Hofadels) Japans und erlangten den Rang von Seigake. Während der Meiji-Restauration wurde dem Haupt der Familie der Titel Markgraf zuerkannt und er damit Teil des Kazoku, des niederen Erbadels, in dem die Kuge und Daimyō aufgingen.
Das Kamon der Koga ist eine stilisierte Herbstenzianart (Gentiana scabra var. buergeri).
Die der Familie entstammende berühmte japanische Schauspielerin Kuga Yoshiko (geboren als Koga Haruko) wurde wegen ihrer Berufswahl durch ihren Großvater enterbt, später aber wieder in die Familie aufgenommen.